# Centa
Il Centa (A Sènta in ligure) è un fiume della Liguria lungo 3 km.

## Storia

### Idronimo
Il fiume Centa si trova descritto in latino da Plinio come Merula (trad. merlo), sebbene probabilmente fosse in errore con il Merula che scorre nella vicina Andora, anche se un tempo veniva chiamato Meira. 
La nascita del nome Centa ha diverse tradizioni, tra queste perché nasce da cento rivoli, oppure dalle centine che un tempo venivano messe a bagno nelle sue acque per la marcitura della canapa un tempo coltivata nella piana.
Una valida supposizione storica vuole che il canale aperto nel XIII secolo per far scorrere le acque vicino alla città e portare via i liquami ma anche per mettere a bagno la canapa e quindi poterla filare, avesse cintato la città: da un lato il vecchio corso indirizzato verso Pontelungo e quello nuovo dove passa ora, tale cintura attorno alla città venne comunemente e dialettalmente chiamate Cinta, che è il primo nome che si può rinvenire per il Centa sui documenti storici, in quanto era la cintura intorno alla città.
Il Centa è usato anche per indicare il suo comprensorio (le Valli del Centa) e durante l'epoca napoleonica è stato utilizzato per indicare il territorio con a capo Albenga Giurisdizione del Centa.

### Evoluzione

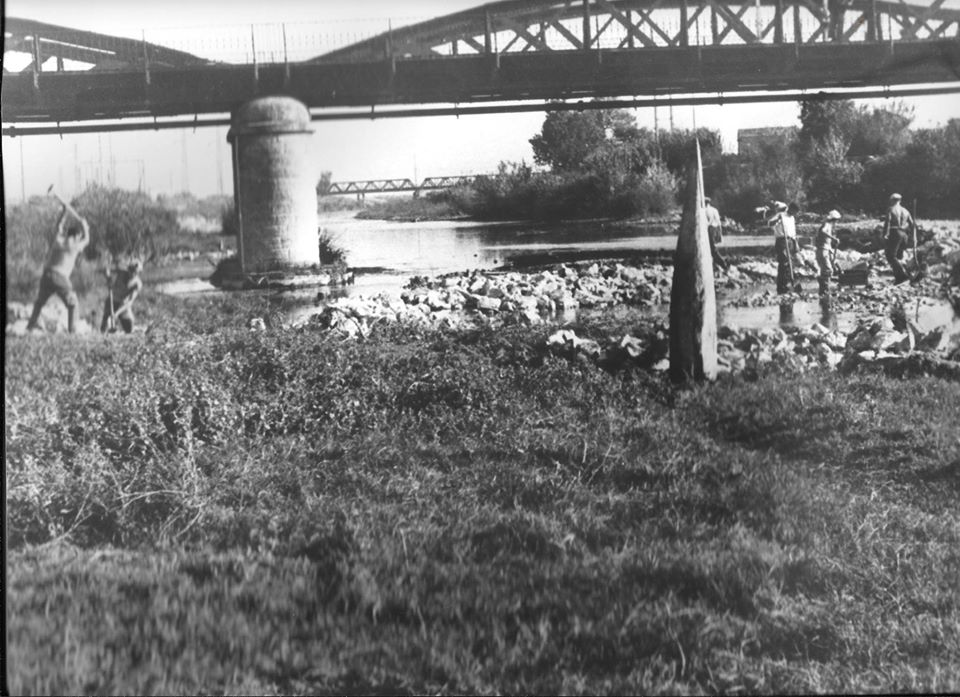
Argini del Centa

Il fiume Centa è stato il creatore della piana di Albenga, che consiste in una vasta insenatura pliocenica colmata da depositi alluvionali successivi. Nel pliocene il mare arrivava fino alle attuali Ortovero e Cisano sul Neva dove l'Arroscia e il Neva sfociavano direttamente a mare; di tali periodo ci sono depositi di conglomerati e sabbia argillosa che affiorano nelle due valli. Successivi sollevamenti hanno inclinato verso il mare gli strati dell'insenatura pliocenica, che ha prodotto l'unione dei torrenti Lerrone con l'Arroscia e del Neva col Pennavaire. Depositi alluvionali che risalgono al quaternario hanno formato sopra questi strati un sedimento detritico, che a sua volta si è innalzato provocando quella fascia di colline a rilievo molto dolce che corrono ai bordi della Piana ingauna. La parte più bassa della Piana si è creata a seguito di depositi alluvionali sul fondo della ripa quaternaria. La differenziazione tra il bordo dell'antico golfo ed i sedimenti pliocenici è evidente dall'analisi della vegetazione e del colore: dal grigio cupo degli argilloscisti e delle arenarie nonché dal grigio più chiaro dei calcari giurassici, brulli questi ultimi, si arriva a tonalità giallastre e azzurrine rispettivamente di sabbie ed argille, come al rossastro dei depositi marini e fluviali (spesso terrazzati) ossidati per contatto con atmosferili.
La piana di Albenga è di tipo detritico ma questo dà origine alla fertilità della piana stessa e alla sua abbondante ricchezza idrica, solcata dal più grande corso d'acqua della regione. Quando si uniscono l'Arroscia con il Neva, nei pressi di Bastia, nasce il Centa.
Il corso del fiume seguiva un tempo la stessa linea dell'Arroscia, sfociando nel mare verso Ceriale, fino alla deviazione del corso forse per volontà della Repubblica di Genova (XII secolo), che lo portò a scorrere vicino alla cinta muraria della città (causando la crescita del capo Lena e l'interramento del porto di Vadino), da cui il nome "Centa", dato all'ex tratto finale del torrente una volta divenuto fiume. L'antico letto del fiume divenne quasi completamente asciutto dal XVI secolo.
Dopo la tremenda alluvione del 1564, i Magistrati della città cercarono più volte di fabbricare degli argini per contenere la piena, ma non riuscendovi direttamente per il grande lavoro da fare, chiesero più volte aiuto al Senato di Genova, poi alla Repubblica Ligure e anche all'Impero Francese di Napoleone, ma senza successo, anche se sporadicamente qualche intervento venne fatto. Si ricordano i disegni e progetti realizzati dal Molasana nel 1587, dall'architetto Francesco Da Nove, da Gio Battista Pallavicini che fu un commissario delegato dal Senato genovese nel 1647.
A seguito dell'alluvione del 1744, le autorità cittadine chiesero l'intervento del colonnello della Repubblica di Genova Matteo Vinzoni il 21 aprile 1751, che il 26 agosto dello stesso anno presenterà la sua relazione alla città con la Pianta della Città di Albenga col letto del fiume centa e degli fiumi Aroscia e Neva, proponendo due palificate parallele per ogni sponda rinforzate da un regime alberato e l'ampliamento dell'alveo dell'Avarenna, oltre che una importante pulizia dei canali di scolo della piana; nel tipo geometrico disegnato a inchiostro e acquarello su carta viene contrassegnato con la lettera X il fossato di San Fedele, detto il Conchino, corrispondente all'attuale Ciambellino, con la lettera Y il fossato detto Gonche, il fossato di Lusignano detto la Carpanea e analizzava l'Avarenna che riceveva l'acqua da questi fossati dicendo di scavarne l'alveo allargandone visto che durante i periodi di pioggia ricevono le l'acqua della zona del Monte.
Venne chiesto anche l'intervento del tenente del Genio Ligure Barabino nel 1802, dal colonnello francese Auzilion, e dallo stesso prefetto del Dipartimento di Montenotte Chabrol nel 1812 (alcuni di questi disegni e progetti sono conservati all'interno del Municipio della Città di Albenga).

### Alluvioni storiche

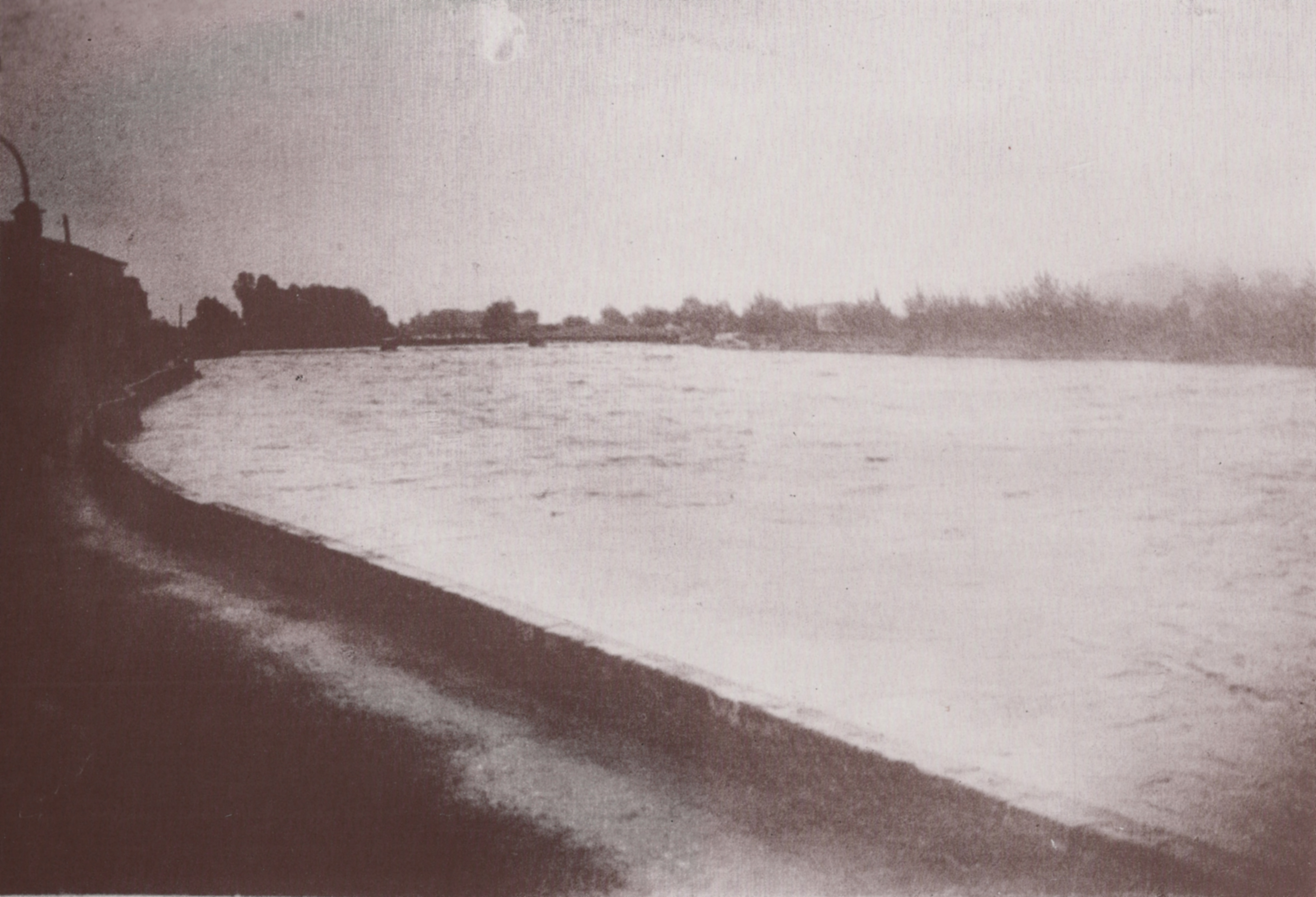
Il Centa in piena ai limiti dell'argine

Di seguito si redige uno storico delle alluvioni riconducibili a ondata di piena conosciute:
- XIII secolo alluvione che fece crollare il pons supranus;
- 29 settembre 1564 - descrizione descritta come: le acque avevano una larghezza di due miglia e coprì tutti i terreni di 6 palmi (1,5 m) [5], dalla devastazione che c'è stata (crollo di case e muri), si pensa che questa sia la piena con tempo di ritorno maggiore di 500 anni;
- 9 dicembre 1570 - l'acqua si poteva pescare dai pozzi senza fune[5];
- 1587 - l'acqua dal monastero delle Monache arrivava fino a Ceriale[5];

...
- 3-4 Ottobre 1744 dove devastò tutto il territoio di questa città e contado, abbatendo mura, spianando da fondamenti edifici, portando via bestie di ogni qualità ed affogando nelle proprie case intiere famiglie, così che detto anno 1744 si nomina universalmente nel contado ingauno come l'anno del diluvio.[6] Di tale alluvione si ha anche conferma dal prefetto napoleonico di anni dopo che racconta che nelle campagne si vedeva solo la cima degli alberi e che ne centro storico si erano erte delle barricate per evitare l'infiltrazione dell'acqua, ma che vennero spazzate via e la città venne inondata.
- 15 e 16 novembre 1750
- 1802 - esce dalla sua sede rendendo instabile il Ponte del Branca e facendo crollare alcune muraglie di contenimento delle acque[7];
- 10 novembre 1886 - Dalle cronache si registra che l’acqua inondava le botteghe e le case fino al primo piano mentre cavalli e buoi venivano trascinati fino al secondo piano delle case per salvarle dalla spaventosa corrente del Centa, che aveva già inghiottito un disgraziato che non fu abbastanza sollecito a porsi in salvo; nella stessa occasione si verificò l'incidente ferroviario di Vadino;
- 5 novembre 1994;
- 6 novembre 2000;

### Collegamento Albenga-Torino
Nell'epoca napoleonica sono stati molti i progetti pensati per facilitare la comunicazione attraverso le vie d'acqua. Pochi anni dopo, nel 1825, l'ingegnere idraulico Ignazio Michelotti proponeva di congiungere Albenga con Torino, con uno sviluppo percorribile dalle imbarcazioni di circa 180 km. Partendo da Albenga sul Centa si arrivava al Neva fino all'appenino, da qui si progettava un attraversamento arrivando sul Tanaro fino a Bassignana, quindi si scendeva fino a Garessio, poi sull'Ellero da Bastia a Mondovì, quindi da qua un canale navigabile fino a Fossano, da qui sulla Stura fino ad arrivare a Bra, quindi passando per i colli del Monferrato fino a Chieri dove si arriva a Moncalieri e di qui lungo il Po a Torino.
Il progetto piacque a Gaetano Cappuccio, che pochi anni dopo, intorno al sesto decennio del 1800, propose di realizzare un canale navigabile sotto il Colle San Bernardo così da poter mettere in comunicazione la valle del Centa e quella del Tanaro. Per l'ingegnere Piemontese, riferendosi a Torino:"questa città diverrebbe pel nuovo canale ciò che tra poco sarà Ismailia per quello di Suez, stazione cioè intermedia e principale per le navi, che correranno dall’uno all’altro mare, emporio del commercio e dell’industria della valle del Po..."

## Geografia

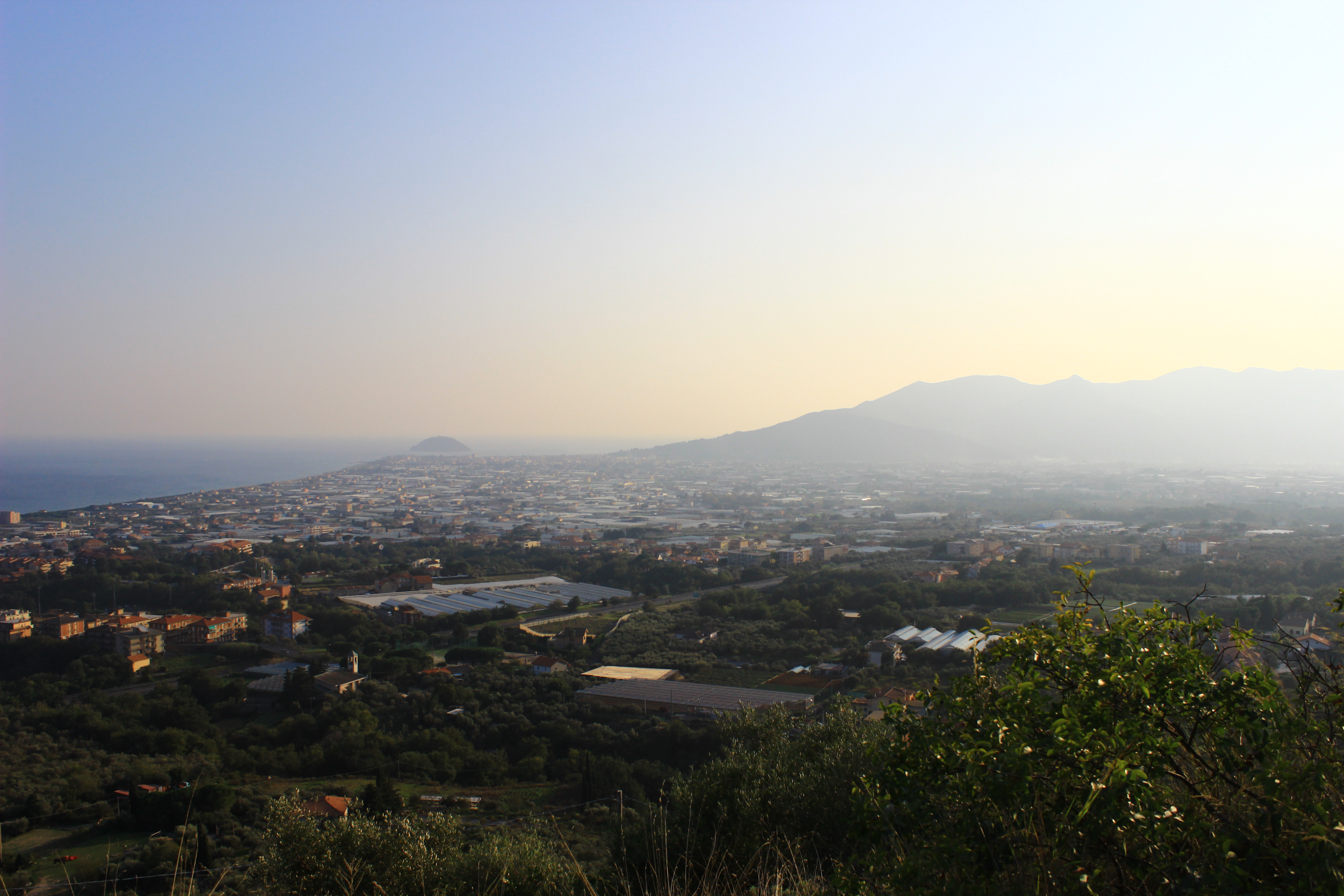
La piana di Albenga vista al tramonto

Lungo appena 3 km (è il fiume più corto d'Italia a sfociare in mare, dopo il Timavo, il quale scorre solamente 2 km in territorio Italiano), nasce a monte della città di Albenga dalla confluenza dei torrenti Arroscia e Neva che poco prima ricevono, rispettivamente, il Lerrone e il Pennavaira. I quattro torrenti che creano il Centa nascono invece piuttosto distanti dalla città: l'Arroscia nasce dal Monte Frontè distante 40 km dalla piana di Albenga, il Neva nasce sul Monte Galero distante 25 km dalla piana, il Lerrone nasce sopra Casanova Lerrone a 20 km dalla piana, mentre il Pennavaire nasce sul Colle di Caprauna ed è lungo circa 20 km. Il bacino complessivo del fiume Centa è di circa 440 km2.
Con letto assai ampio attraversa il centro urbano di Albenga sfociando poi direttamente nel mare a Capo Lena, quasi di fronte all'isola Gallinara.

## Portata

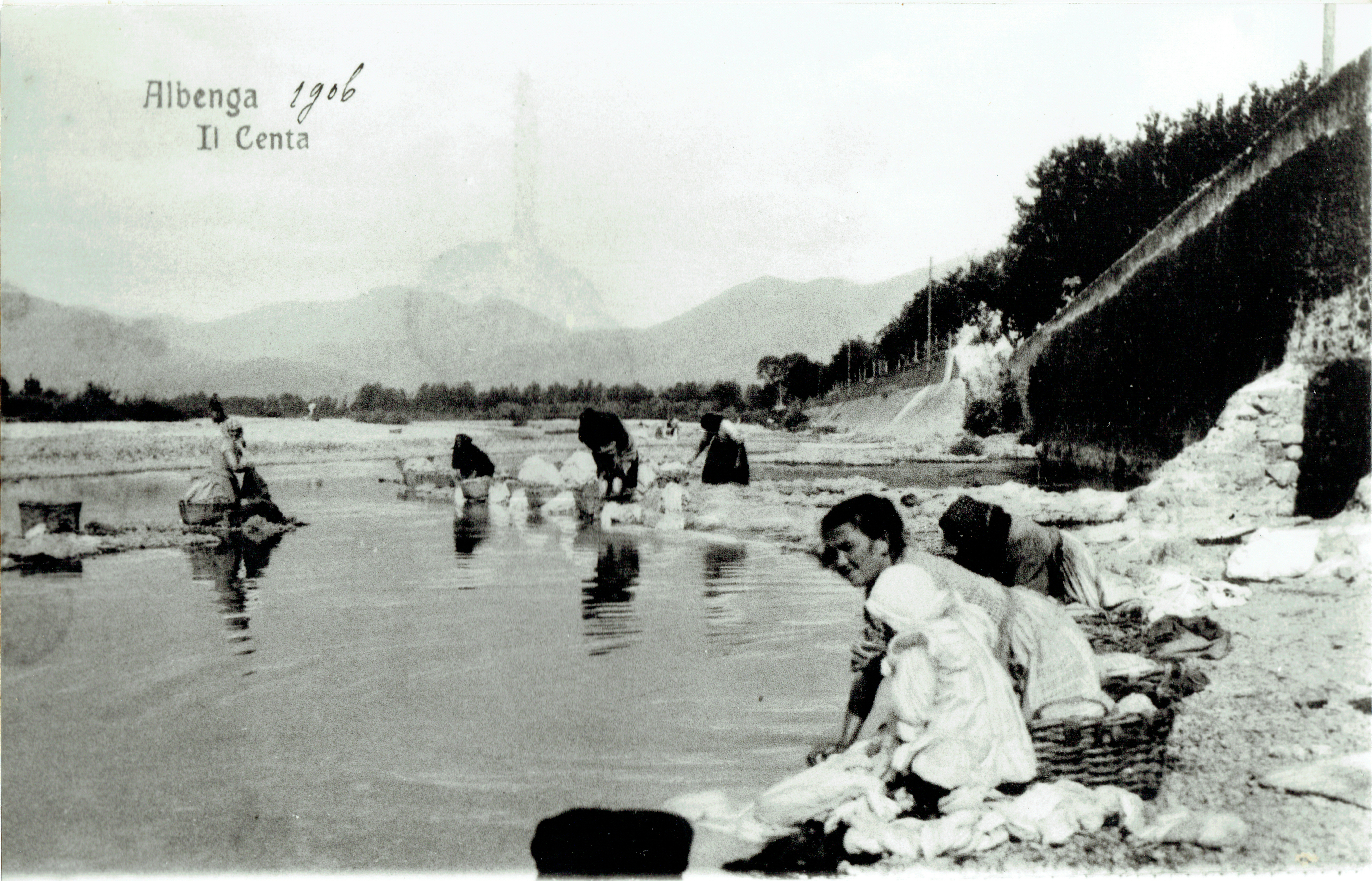
Lungofiume Centa Lavandaie sotto le mura della città nel 1906 affaccendate a lavare i panni nelle sue acque

Nonostante il suo regime estremamente torrentizio, è il principale corso d'acqua della provincia di Savona come portata media annua (7,135 m³/s) sfociante direttamente nel mare.
È soggetto in caso di forti precipitazioni a piene imponenti (anche di 2.500 m³/s) che in più di un'occasione hanno causato pesanti danni alla città di Albenga come nel novembre 1994, nel novembre 2000 o nel settembre 2006.
La portata massima del Centa è quantificata in base alle normative del 2018, in special modo si segnala un'area drenata di 432 km2, si hanno le seguenti portate al colmo di piena:
- T = 30 anni => 1520 m3/s
- T = 50 anni => 1820 m3/s
- T = 100 anni => 2230 m3/s
- T = 200 anni => 2630 m3/s
- T = 500 anni => 3160 m3/s

## Bacino idrografico

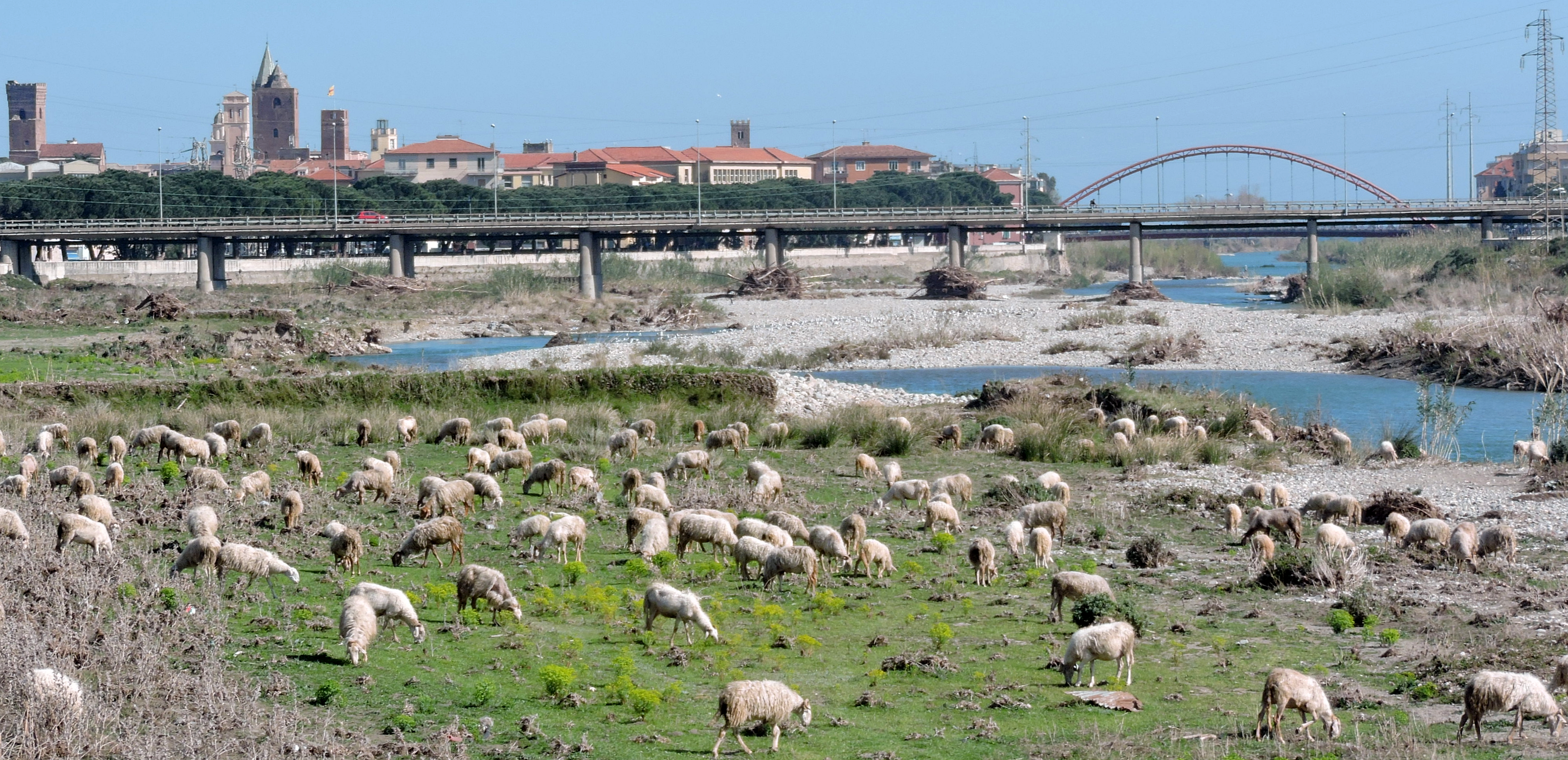
Pecore al pascolo nel greto del Centa

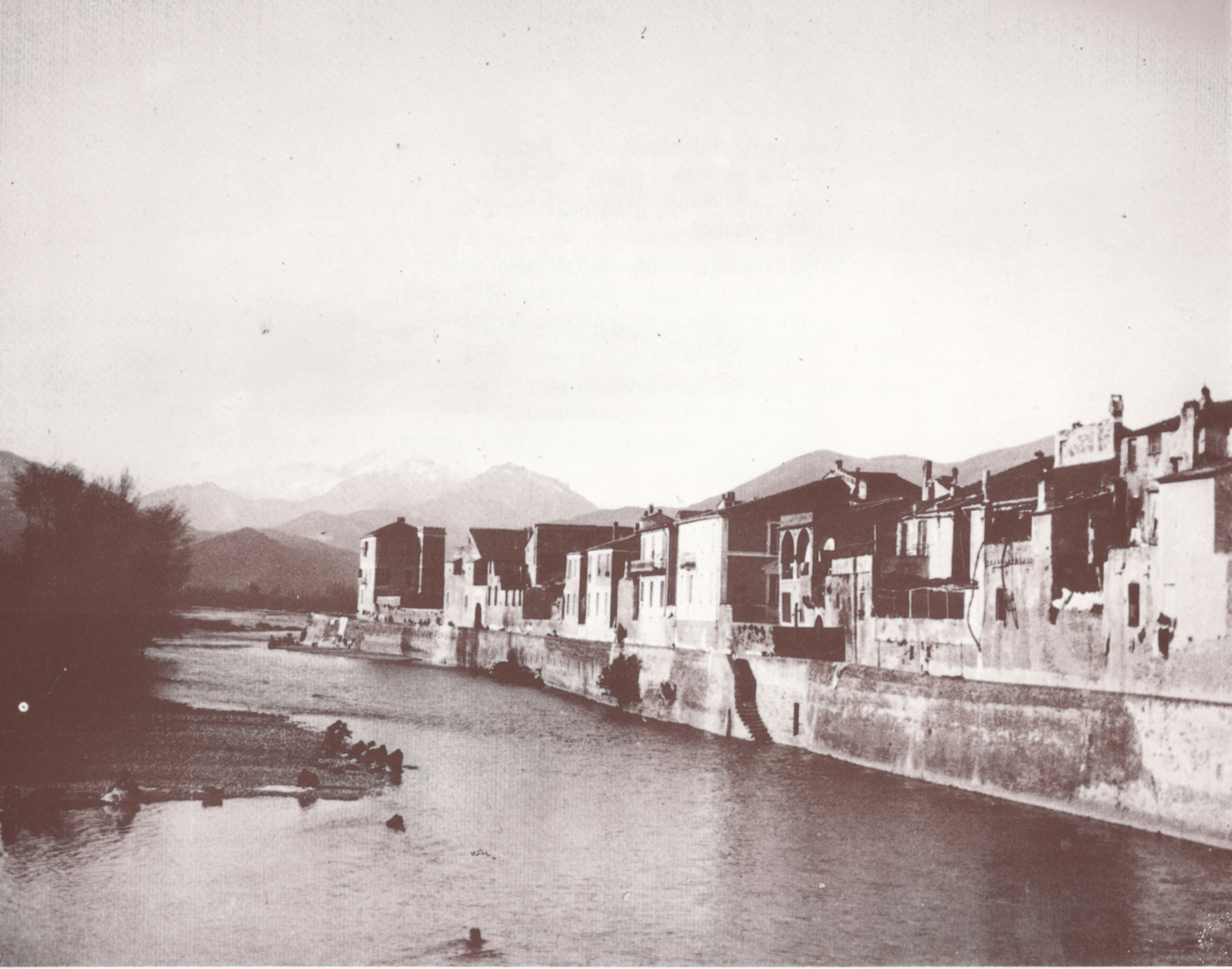
Il Centa all'inizio del Novecento senza la strada laterale attualmente esistente.

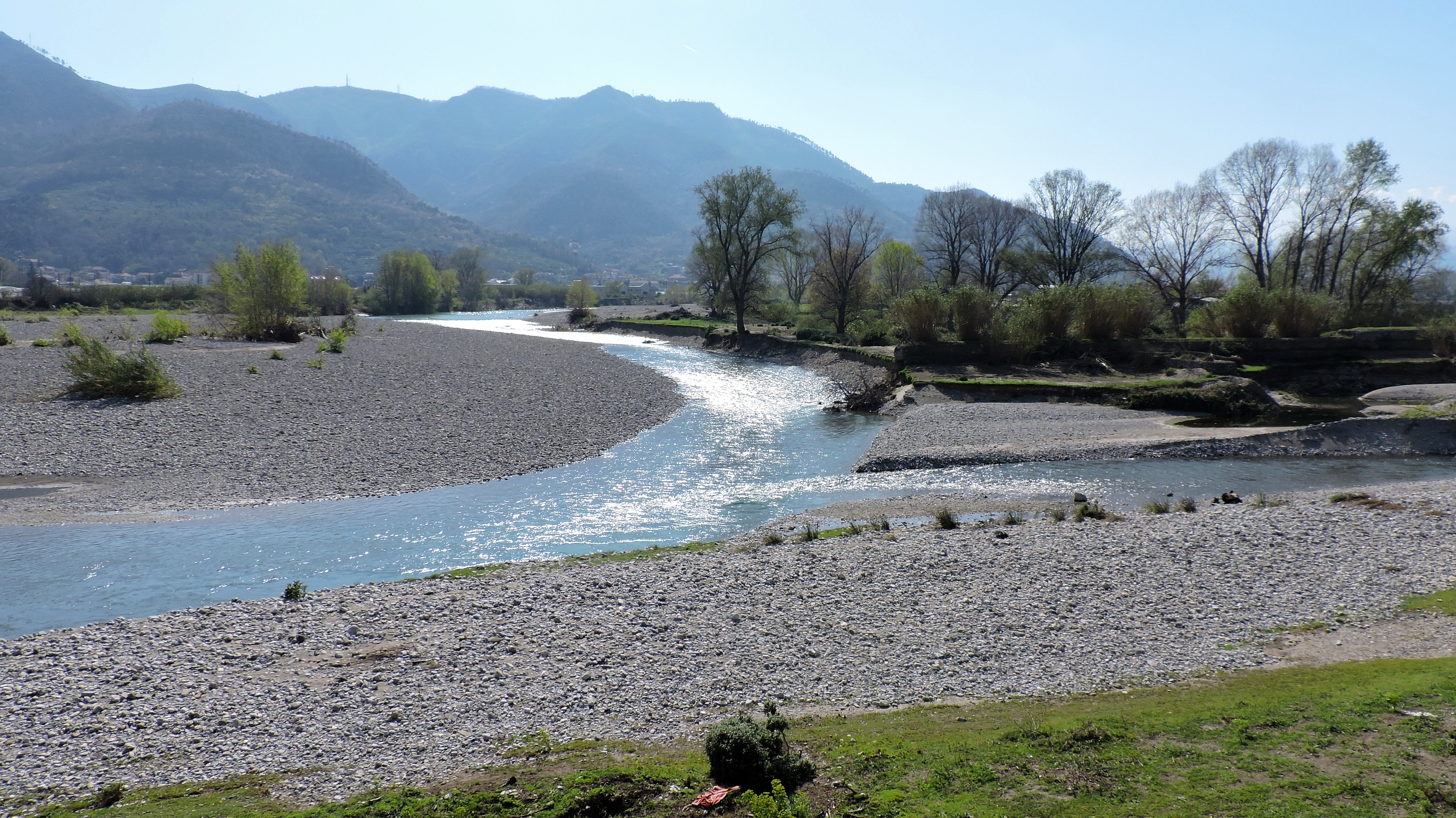
La confluenza tra Neva (a destra) e Arroscia

Il bacino idrografico del Centa misura 420 chilometri quadrati (di cui 305 dell'Arroscia e 115 del Neva). Il perimetro di tale bacino può essere paragonato ad un triangolo rettangolo che ha l'ipotenusa coincidente con la congiungente fra la sorgente dell'Arroscia e la foce mentre il vertice dell'angolo retto coincide con il Colle Scravaion.
La sua ampia piana alluvionale detta Piana di Albenga (l'unica della Liguria di notevoli dimensioni) è intensamente utilizzata a scopi agricoli.

## Ponti
Il fiume Centa è attraversato da tre ponti, tutti nella zona urbana di Albenga:
- Ponte dell'Aurelia, con sette pile in alveo, verificato per un tempo di ritorno di piena maggiore di 500 anni;
- Ponte Emidio Viveri, struttura ad arco di colore rosso, verificato per un tempo di ritorno di piena inferiore ai 200 anni;
- Ponte della ferrovia con 3 pile in alveo, verificato per un tempo di ritorno di piena inferiore ai 500 anni;

### Ponti non più esistenti
Sono molti i ponti realizzati nel corso dei secoli sul fiume Centa, alcuni dei quali si conosco perfettamente e per altri restano solo poche tracce.

#### Ponte della ferrovia
Venne realizzato nel XIX secolo con il passaggio della ferrovia nella città, è molto simile a quello attuale con 3 campate, con le pile in muratura e cemento mentre le travi sono in acciaio reticolare. Una prima forma poco resistente venne sostituita negli anni '30 del XX secolo, anche se una parte di questo ponte è crollato nel 1944 durante il secondo conflitto mondiale a seguito di bombardamenti e subito ricostruito e rinforzato diventando quello che è oggi.

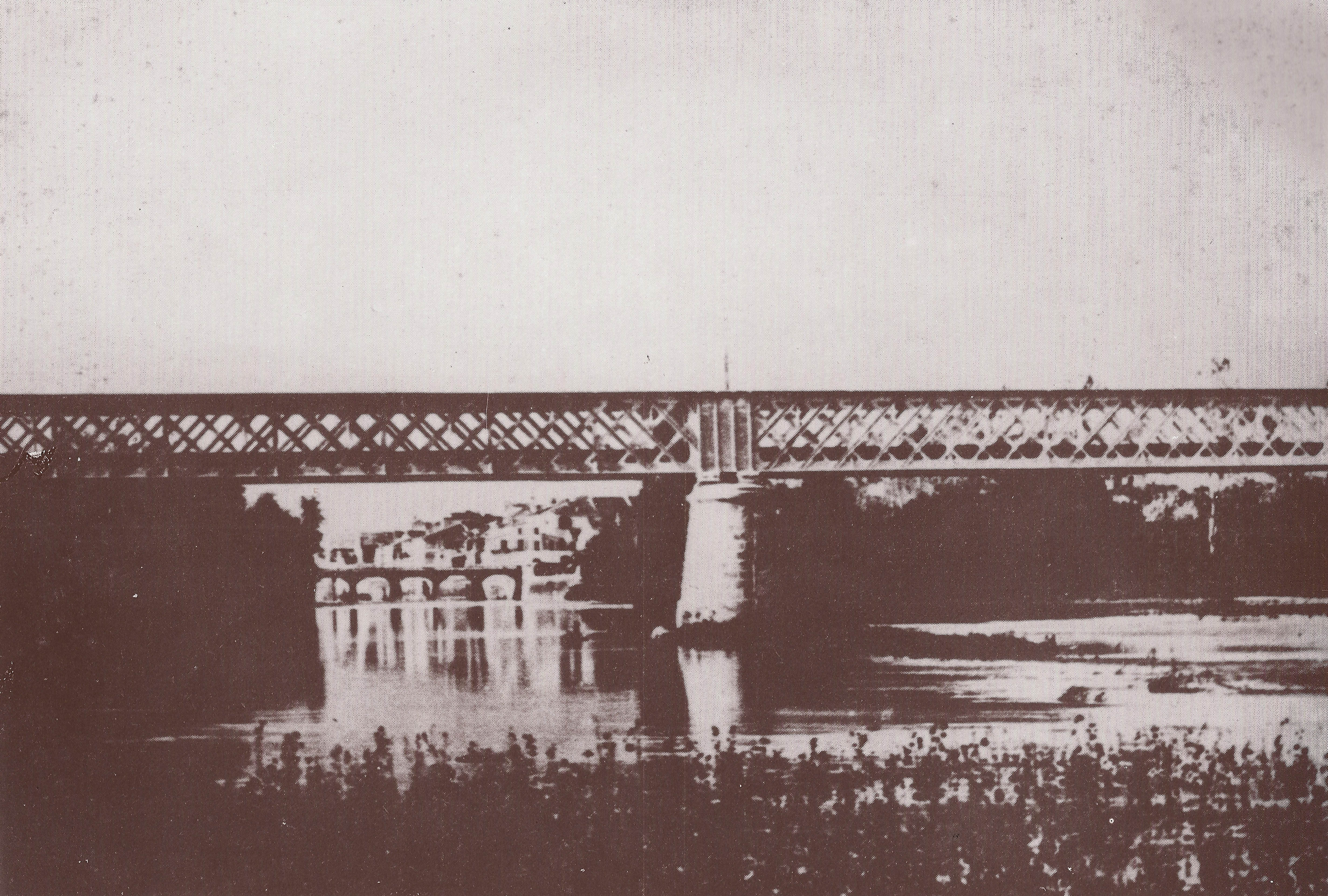
Primo ponte della ferrovia del XIX secolo

#### Ponte di ferro

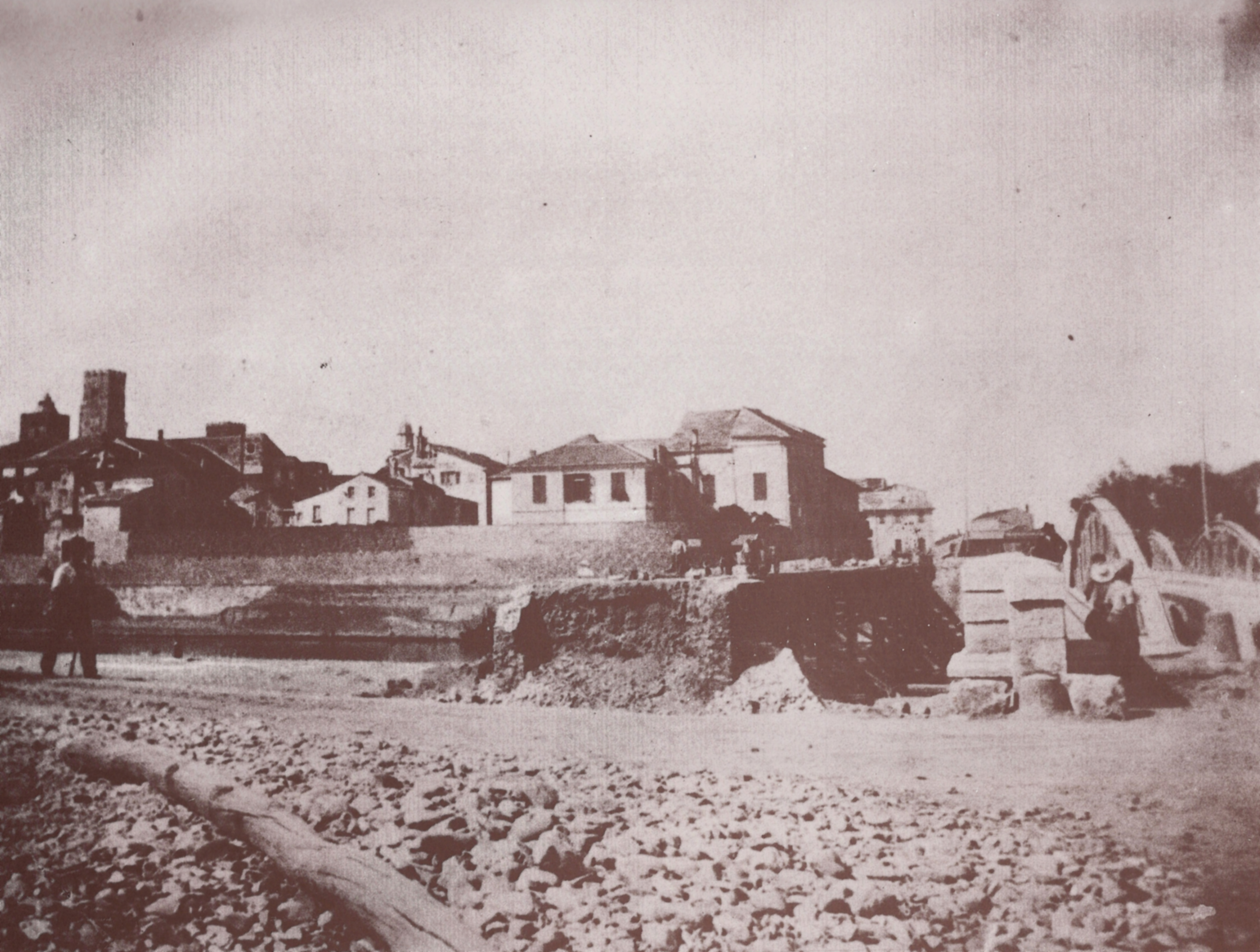
Costruzione del ponte di ferro nel 1905

Realizzato su due pile nel primo decennio del XX secolo, era realizzato in ferro ad arco ribassato diviso in 3 campate. Nel 1907 venne inaugurato e realizzato una decina di metri più a valle del precedente. Dopo quasi un secolo di servizio, venne demolito a seguito dell'alluvione del 1994, dove non se ne garantiva più la stabilità dell'opera, oltre al fatto che le due pile presenti in alveo creavano un grosso ostacolo al deflusso delle acque.

#### Ponte di legno
Si ha notizia della modifica della viabilità con la realizzazione di una nuova strada che passasse fuori le mura direttamente vicino alla Porta della Marina agli inizi del XIX secolo. Ci sono foto di un ponte di legno sul Centa nei pressi dell'attuale ponte Rosso; probabilmente di questo ponte sono state realizzate varie versioni nel corso del XIX secolo fino ad arrivare al suo smantellamento dopo la realizzazione del ponte di ferro. Era formato da 7 campate.

#### Ponte del Branca
Chiamato anche Ponte del Mulino, era un ponte attiguo alle mura della Città nell'angolo a sud-ovest, nei pressi di un baluardo, realizzato sopra il fiume da Gio Maria Canavisio di Oneglia per centonovanta scudi d'oro d'Italia nel 1566; fu prima ad un arco solo, poi ne venne costruito un secondo nel 1587 Alla fine del ponte venne eretto un mulino, da cui il ponte prende anche il nome. Nel dipinto di Raffaele De Rossi, Crocifisso tra i Santi Antonio Abate e Giovanni Evangelista con il vescovo Giovan Giacomo Gambarana del 1528, conservato nel Museo Diocesano di Albenga, è presente la prima rappresentazione del ponte ad arco unico.
Questo ponte tuttavia creava probabilmente problemi, tant'è che il 30 settembre del 1643 fu proposta la demolizione dei due archi per riportarlo a uno solo ma più esteso; il progetto venne affidato a Gio Agostino Spinola, un nobile genovese, che si offrì di mantenere anche il ponte a sue spese, mediante un solo pagamento da parte del Comune di quattrocento pezzi da otto reali; ma nulla venne fatto.
Si arrivò al 11 marzo 1803 quando sembrava che il Governo Ligure volesse finalmente mettere freno alle inondazioni del Centa, proponendo dal tenente del Genio Barabino la proposta di demolire il ponte e il bastione, eliminando quell'angolo di 120 gradi che forma il fabbricato dell'olio e che era di ostacolo al fiume stesso. Tuttavia il ponte trovò la sua fine nel corso del 1800 a seguito di una piena e non venne più ricostruito. Nell'alveo del Centa sono visibili le fondazioni del mulino e del ponte.

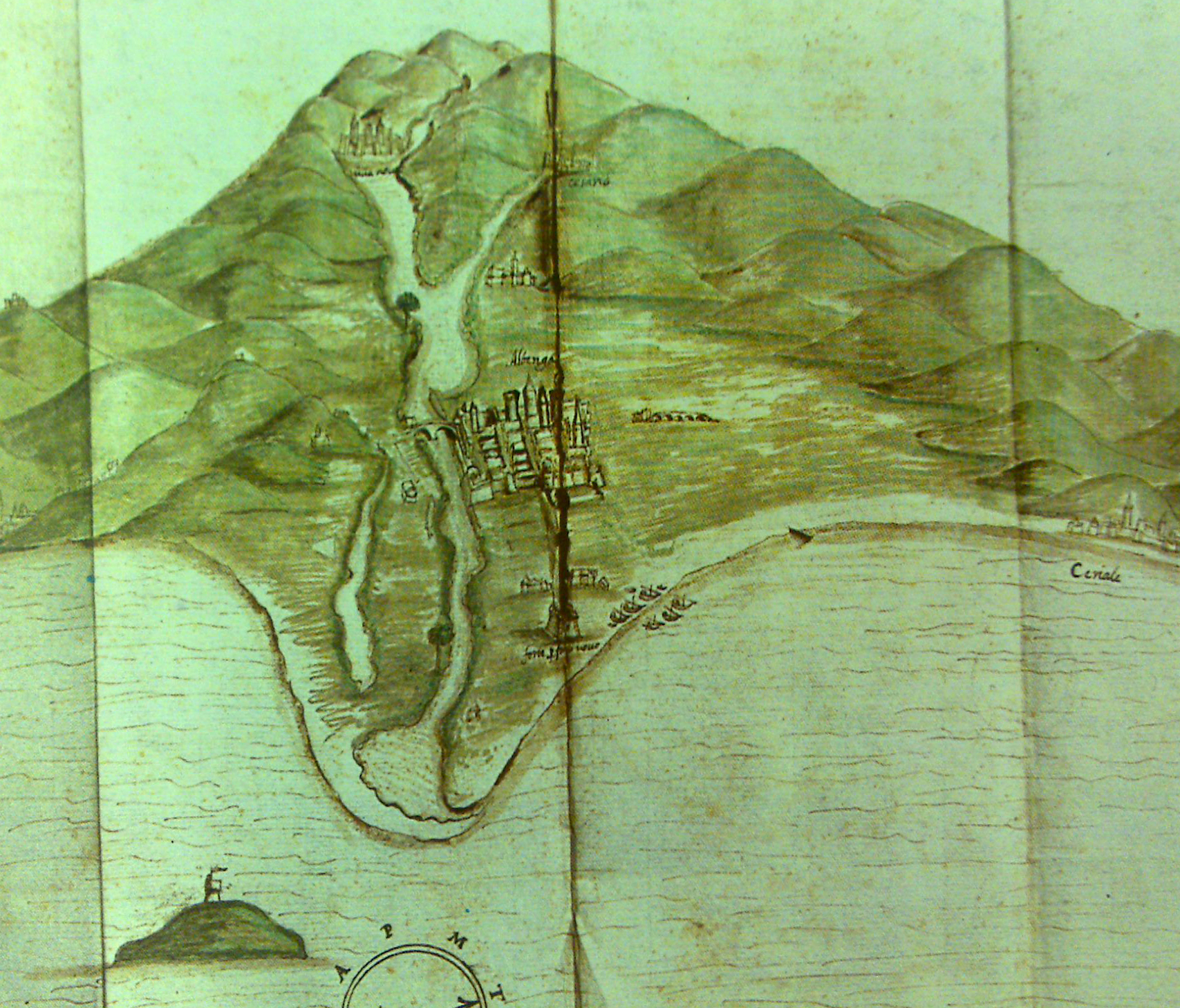
Disegno del 1587 ad opera di G. Molassana di Albenga dove a sinistra è rappresentato il Ponte del Branca oggi non più esistente

#### Pons supranus
Era un ponte duecentesco realizzato in muratura che venne distrutto nel quattrocento. Superava il fiume in corrispondenza di porta Arroscia. Nel dipinto di Raffaele De Rossi, Crocifisso tra i Santi Antonio Abate e Giovanni Evangelista con il vescovo Giovan Giacomo Gambarana del 1528, conservato nel Museo Diocesano di Albenga, è presente la prima rappresentazione del ponte ad arco unico. Sostituito poi dal Ponte del Branca.

#### Ponte dell'acquedotto romano

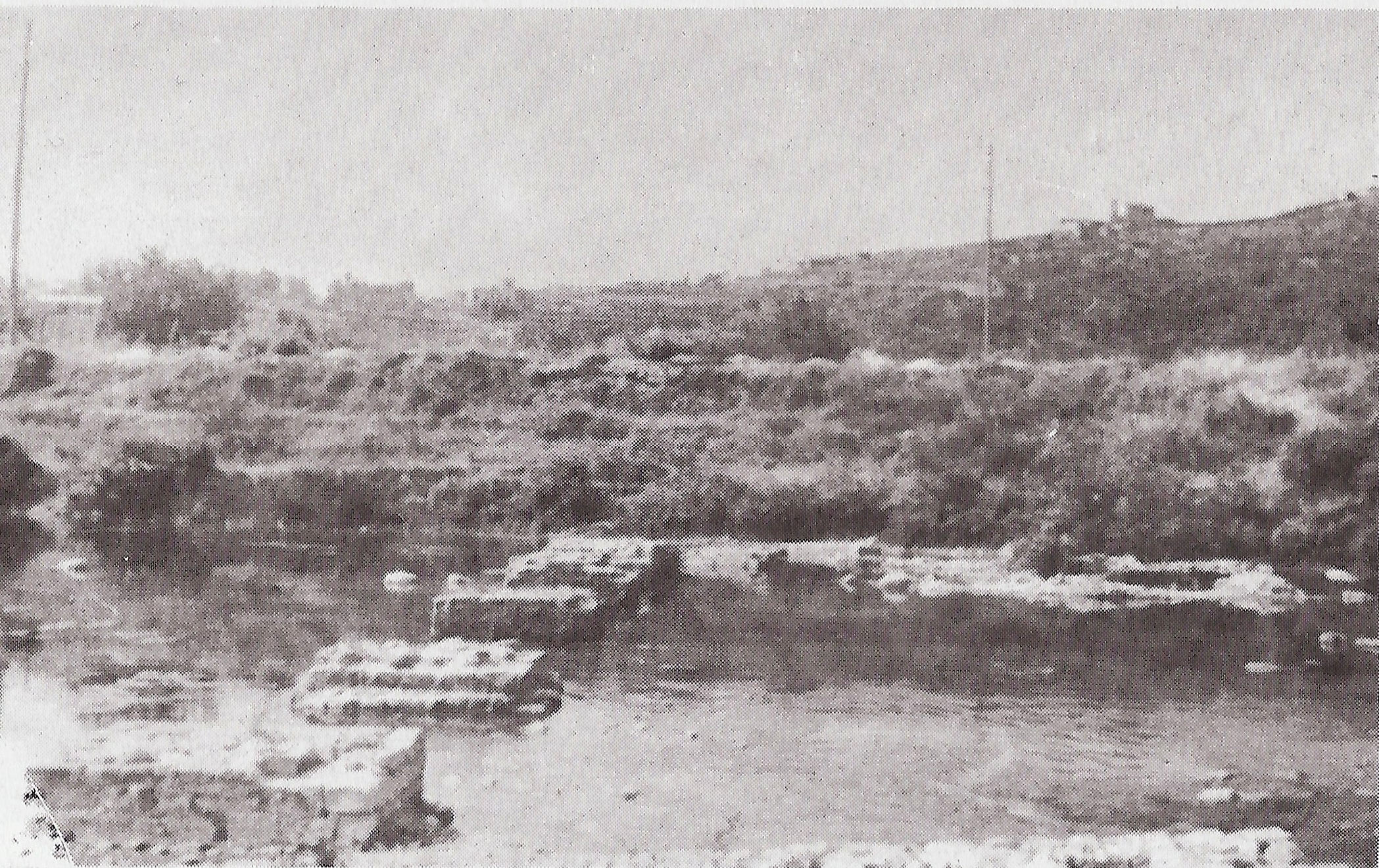
Piloni dell'acquedotto romano emergenti nel fiume Centa nei pressi di porta Arroscia

Era presente l'acquedotto romano che dal monte Bignone arrivava in prossimità di porta Arroscia, realizzato in epoca imperiale, e quando il Centa è in secca si possono ancora vedere i resti nell'alveo del Centa di 9 dei piloni sopra i quali nascevano gli archi.

#### Pontelungo
Questo ponte è l'unico sopravvissuto dell'antichità e si trova sull'antico percorso del fiume Centa, vicino al Santuario di Nostra Signora di Pontelungo.

## Aree archeologiche
Nell'alveo del fiume Centa sono presenti diverse rovine antiche, difatti la zona vicino all'attuale centro storico di Albenga era il suburbio della antica Albingaunum e la zona fuori le mura della città medievale. La valenza archeologica dell'area era già nota, difatti in alcuni scavi realizzati per proteggere la città dalle piene sono emersi resti, come quello di una statua virile, o semplicemente grazie alla presenza dei pilone dell'antico acquedotto, del mulino e ponte del Branca, in mezzo all'alveo ci sono murature di varia interpretazione, probabilmente anche gli antichi argini del Centa già abbattuti all'inizio del XX secolo per un allargamento della sponda destra. Nel corso degli scavi per l'allargamento dell'alveo nel 2001 è emerso il complesso paleocristiano con la chiesa medievale di San Clemente, sorto sulle antiche rovine delle terme romane, all'interno delle quali sono stati rinvenuti cinque sarcofagi tardoantichi in pietra del Finale del tipo con coperchi ad acroterii, uno dei quali è stato trasferito all'interno del battistero. C'erano altresì delle canalette di deflusso e dei laterizi appartenenti a un suspensurae che però non denunciavano la scoperta delle terme. Invece durante i lavori di nuova arginatura venne alla luce un'estesa area termale di circa 2000 mq, di cui una parte sotto moderni edifici, lungo un asse est-ovest di circa 60 m, parallelo al fiume, su cui si allineano una piscina all'aperto (natatio) e i vani destinati alle abluzioni, secondo la tipica sequenza che prevedeva il passaggio dagli ambienti freddi a quelli gradualmente riscaldati.

### Complesso termale romano
Nel letto del fiume Centa è emerso il complesso termale romano con un'ampiezza di quasi 2000 mq, e in gran parte oggi interrato.

## Flora e fauna
L'area del Centa è un'area fluviale protetta poiché di grande importanza per numerose specie di uccelli migratori di interesse comunitario, oltre che per della fauna minore. Il Centa in tutto il suo percorso è caratterizzato da lembi di vegetazione palustre e forestale riparia. Per questo motivo è compreso nel SIC IT1324909 “Torrente Arroscia e Centa” e nell’area protetta provinciale Fiume Centa (06-OA-Ce).